# 喝采!スクリーン
『喝采!スクリーン』（かっさいスクリーン）は、1976年4月3日から同年6月19日までNET系列局で放送されていた朝日放送製作の映画情報番組である。全12回。放送時間は毎週土曜 22:30 - 23:00 （日本標準時）。

## 概要
出演者たちが、封切りの近い映画の話題作を肴にしながらコントやクイズを楽しんでいた番組。旅行、おしゃれ、コレクション、風俗、ファッション、遊び、さらには人生談に至るまでさまざまな話題を取り上げていた。司会は前田武彦が、リポーター・ヤジ馬役は佐々木つとむと小松政夫が務めていた。
直前の時間帯に放送されていた『土曜映画劇場』（NETテレビ製作）とともに映画を取り上げていたが、6月26日に『土曜映画劇場』が30分繰り下げての放送を行ったため、最終回が無いままに終了した。